# Anna Magdalena Bach
Anna Magdalena Bach (ur. jako Anna Magdalena Wilcke 22 września 1701 w Zeitz, zm. 27 lutego 1760 w Lipsku) – druga żona Johanna Sebastiana Bacha.

## Życiorys

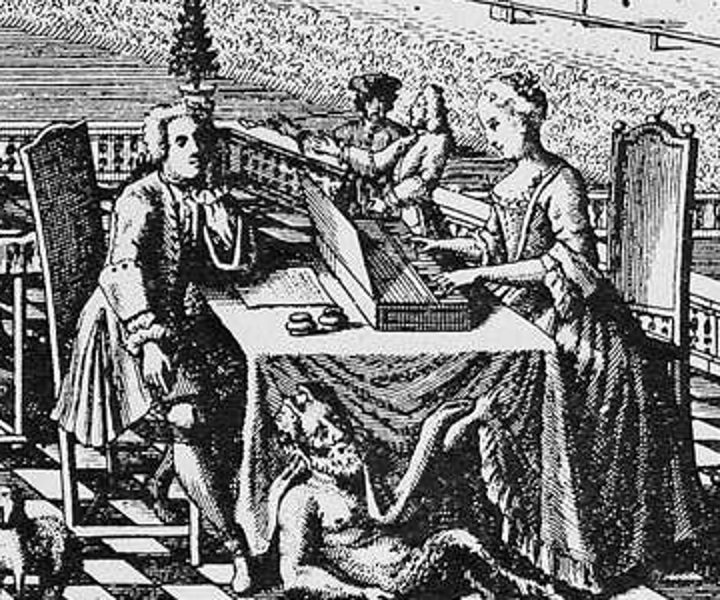
Wizerunek państwa Bach z pierwszej strony Singende Müse an der Pleisse.

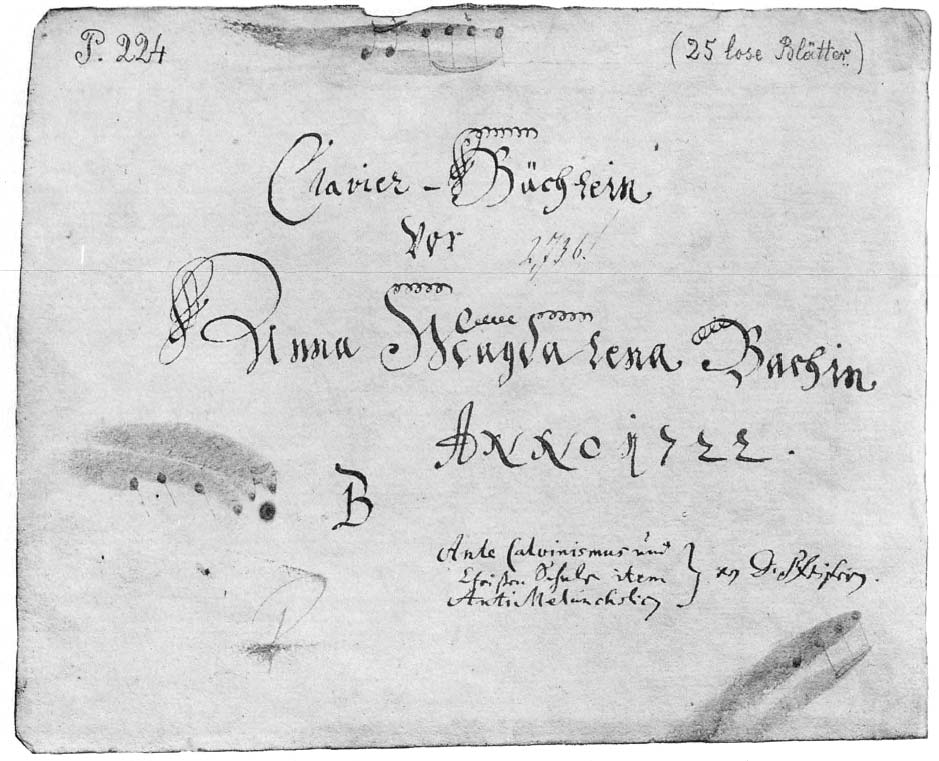
Strona tytułowa z notatnika.

Anna Magdalena Wilcke urodziła się w Saksonii w muzycznej rodzinie. Jej ojciec, Johann Caspar Wilcke, był trębaczem a matka, Margaretha Elisabeth Liebe, była córką organisty. Już w dzieciństwie otrzymała muzyczne wykształcenie, a w 1721 została zatrudniona jako śpiewaczka-sopranistka na dworze księcia Leopolda von Anhalt-Köthen w Köthen; wtedy też poznała Johanna Sebastiana Bacha.
Anna Magdalena i Johann Sebastian Bach wzięli ślub 3 grudnia 1721, siedemnaście miesięcy po zgonie jego pierwszej żony Marii Barbary Bach.
Ich małżeństwo było szczęśliwe i wiele wniosło do ich życia muzycznego. Johann Sebastian napisał kilka kompozycji dedykowanych swojej żonie – najbardziej znane są dwa manuskrypty zapisów nutowych Notenbüchlein für Anna Magdalena Bach. Anna Magdalena regularnie pomagała mężowi w zapisywaniu jego dzieł.
Podczas ich wspólnego życia w Lipsku Anna Magdalena organizowała regularnie wieczory muzyczne, podczas których cała rodzina grała i śpiewała razem z zaproszonymi gośćmi. Dom Bachów stał się centrum życia muzycznego w Lipsku.
Po śmierci Jana Sebastiana Bacha w 1750 w rodzinie doszło do konfliktów, w rezultacie których synowie opuścili dom rodzinny i poszli własnymi drogami. Anna Magdalena pozostała z dwiema najmłodszymi córkami oraz z pasierbicą z pierwszego małżeństwa Jana Sebastiana. Żyło im się coraz gorzej a Anna Magdalena z biegiem czasu stawała się coraz bardziej zależna od datków rady miasta Lipska. Zmarła w nędzy i została pochowana w nieoznakowanym grobie dla ubogich przy lipskim kościele św. Jana. Sam kościół został doszczętnie zniszczony podczas alianckich bombardowań w czasie II wojny światowej.

## Dzieci
Anna Magdalena i Johann Sebastian Bachowie mieli 13 dzieci w okresie 1723 – 1742; siedmioro z nich zmarło w wieku dziecięcym:
- Christiana Sophia Henrietta (1723-1726)
- Gottfried Heinrich (1724-1763)
- Christian Gottlieb (1725-1728)
- Elisabeth Juliana Friederica, zwana „Liesgen” (1726-1781)
- Ernestus Andreas (1727-1727)
- Regina Johanna (1728-1733)
- Christiana Benedicta (1729-1730)
- Christiana Dorothea (1731-1732)
- Christoph Friedrich, znany też jest jako „Bach Bückeburski” (1732-1795)
- Johann August Abraham (1733-1733)
- Johann Christian, znany też jest jako „Bach londyński” (1735-1782)
- Johanna Carolina (1737-1781)
- Regina Susanna (1742-1809)